# Fockea multiflora
Fockea multiflora är en oleanderväxtart som beskrevs av Karl Moritz Schumann. Fockea multiflora ingår i släktet Fockea och familjen oleanderväxter. Inga underarter finns listade i Catalogue of Life.